# Relining
Il relining rappresenta un sistema di riparazione di canalizzazioni deteriorate che permette di evitare o ridurre le opere di scavo per i lavori. L'operazione consiste nell'introduzione dall'interno della tubazione stessa di una guaina che viene fatta aderire alla condotta deteriorata e infine fatta indurire.

## Fasi di intervento
L'operazione di relining, eseguita da imprese specializzate, viene svolta attraverso le seguenti fasi di intervento:
- Ispezione televisiva iniziale
- Predisposizione ed impregnazione del tubolare
- Inserimento nella tubazione del tubolare impregnato di resina mediante pressione dell'aria
- Introduzione dell'aria e polimerizzazione della resina
- Taglio del tubolare in corrispondenza dei pozzetti
- Eventuale riapertura allacciamenti laterali con fresa cutter robotizzata
- Ispezione televisiva finale

### Confezionamento della guaina
Il tubolare (o calza) viene confezionato in stabilimento utilizzando fogli di feltro poliestere, rinforzati o meno con fibre di vario materiale (vetro, carbonio etc).
Il lato originariamente esterno di questo feltro è ricoperto da una pellicola di materiale plastico (poliuretano, polietilene, PVC etc) con lo scopo, in un primo momento del processo, di permettere la formazione del sottovuoto necessario al procedimento di impregnazione con resina del feltro e, in fase di posa, ad evitare il contatto dell'acqua o del vapore con la resina stessa. Le resine utilizzate sono generalmente di tipo poliestere ortoftalico termoindurente. A seconda della composizione chimica, del pH e della temperatura del fluido trasportato, possono essere impiegate anche resine vinilestere o epossidiche.

### Ispezione televisiva iniziale
Al fine di verificare le modalità di approccio all'intervento e di organizzazione dei lavori, i tecnici utilizzando particolari telecamere effettuano l'ispezione preliminare pubblicando il filmato in formato digitale.

### Predisposizione ed impregnazione del tubolare
Lo spessore della guaina sarà adeguato al diametro e alle caratteristiche delle tubazioni.
L'impregnazione del tubolare avviene con resina termoindurente preventivamente miscelata con additivi catalizzatori. 
La corretta e uniforme impregnazione è assicurata da un processo di realizzazione e controllo di sottovuoto del tubolare che consente di eliminare qualsiasi bolla d'aria interna. 
Il tubolare viene successivamente pressato per assicurare l'omogeneità dell'impregnazione.

### Inserimento nella tubazione del tubolare impregnato di resina mediante pressione dell'aria
Il tubolare preimpregnato viene introdotto in un tamburo apposito che, grazie alla pressione d'aria, permette di invertire e far avanzare la calza. In questo modo la parte di feltro impregnata di resina riesce ad aderire alla parete del tubolare permettendo il risanamento dello stesso. 

### Introduzione dell'aria e polimerizzazione della resina
Una volta completata la prima fase di lavoro, la resina penetra nelle fessure e ripara anche le più piccole rotture, per completare il risanamento è necessario utilizzare un impianto in grado di consentire un aumento uniforme e graduale della temperatura fino al raggiungimento di quella prescritta per la catalisi. Il raggiungimento della catalisi deve tenere conto del materiale con cui è costruita la tubazione esistente, del tipo di resina utilizzata e delle condizioni dei terreno (temperatura, livello di umidità e conducibilità termica del suolo).

### Taglio del tubolare in corrispondenza dei pozzetti
Terminato il processo di catalisi della resina, si provvede al taglio in corrispondenza dei pozzetti/ispezioni mediante seghe pneumatiche e mole ad aria per ripristinare le canalette di scorrimento

### Eventuale riapertura allacciamenti laterali con fresa cutter robotizzata
Gli allacciamenti laterali otturati durante il risanamento vengono riaperti dall'interno mediante fresa robotizzata. Dopo il posizionamento della fresa nel punto desiderato, essa viene bloccata mediante dei manicotti d'espansione e comandata direttamente dall'unità di controllo.
Tramite il movimento di rotazione, di brandeggio ed assiale viene modificata la relativa posizione del cutter. Le operazioni sono seguite in tempo reale grazie ad una telecamera installata direttamente sul cutter.

### Ispezione televisiva finale
Al termine dell'intervento e a comprova del successo del risanamento viene effettuata una videoispezione finale.